# Pseudoligosita yasumatsui
Pseudoligosita yasumatsui är en stekelart som först beskrevs av Gennaro Viggiani och Subba Rao 1978.  Pseudoligosita yasumatsui ingår i släktet Pseudoligosita och familjen hårstrimsteklar. Inga underarter finns listade i Catalogue of Life.